# فاروق (مصارع)
رونالد «رون» سيمونز (من مواليد 15 مايو 1958) المعروف في دبليو دبليو إي باسم  فاروق هو مصارع أمريكي محترف، حصل على لقب الوزن الثقيل في اتحاد (WCW) وكان يصارع تحت اسمه الحقيقي رون سيمونز وعندما انضم ل WWE كانت له عده أسامي حيث كانوا ينادونه فاروق اسعد (وأحيانا تنطق فاروق أسد) أما اسمه المشهور كان فاروق
حقق  فاروق  بطوله الوزن الثقيل في (WCW) مره واحده وهو ثاني أول من يفوز باللقب من الامركيين من اصل أفريقي، وفي WWE) هو أول أسود فاز ببطوله الوزن الثقيل في تاريخ مصارعه المحترفين
وحقق بطوله الفرق الزوجيه «تاج تيم» مره واحده، وبعد اعتزاله عام 2010 تم تكريمه في قاعه المشاهير سنه 2012
وقبل أن يصبح مصارع محترف، كان سيمونز في الجامعات المهنية الأمريكية لرياضة كرة القدم الأمريكية

## النشأة
ولد في بيري، جورجيا، وألتحق بمدرسه ثانويه خاصه لكرة القدم الأمريكية حيث كان يلعب في بداياته في الظهير، وفي عام 1976 سمي «لاين مان» السنة إي انه كان لاعب السنة وكان فريقه الأول حسب تصنيف جريده «اتلانتا جورنال»

## الحياة المهنية في كرة القدم الأمريكية
سيمونز كان لاعب كره قدم أمريكية في أكثر من اتحاد وفي أكثر من دوري
ولكن معظم مبارياته كانت في دوري (FSU) من عام 1977 إلى 1980 تحت قياده المدرب بوبي بودين (الذي وصفه سيموزن «بالأب الثاني»)
واستمر سيمونز في أكثر من اتحاد حتى عام 1988 عندما ترك كرة القدم الأمريكية واتجه إلى المصارعة

## الحياة المهنية في المصارعة

### اتحاد ECW من 1994-1995
ظهر سيموزن في ذلك الوقت تحت اسم فاروق أسعد في أواخر 1994 إلى أوائل 1995 ودخل في عداوه مع حامل الوزن الثقيل آنذاك شين دوغلاس ولكن لم يحالفه في هزيمه فلعب مباراتين بعد هذه المباراة إلى أن ترك ECW

### اتحاد WWE من 1996-2004
بعد ECW ظهر فاروق في اتحاد WWE باسم فاروق بدون أسعد ولعب أول مباراه له في عرض RAW بتاريخ 22 يوليو 1996 ضد أحمد جونسون والسبب هو هجوم فاروق على جونسون في مباراه زوجيه كان فيها شريكا لشون مايكلز واستغل فاروق فرصته بالهجوم على أحمد بعدما كان ساقطا خارج الحلبة، وتفاقمت إصابات أحمد إلى أن تنازل بلقبه لتقوم عليه منافسات بين مجموعه من المصارعين، ولكن فاروق خسر المباراة النهائية أمام مارك ميرو.

### الأمة من الهيمنة «نايشن أوف دامنايشن» 1996-1998
بعد انخفاض شعبيه فاروق قام بإنشاء فريق مستقل وسماه الأمة من الهيمنة وهذا الفريق مبني على اتحاد حركة أمة الإسلام والأمريكيين السود، حيث كانت سياستهم التخريب والهجوم على أي مصارع يعترض طريقهم،
في أوائل 1998 بدأت بوادر الانشقاق والتفرق حيث كان العضو الفعال في الفريق ذا روك دائما تحصل بينه وبين فاروق نزاعات واحيانا تنتهي بالدفع أو حتى الضرب وكان ذا روك يريد ان يصبح هو زعيم الفريق وليس فاروق بحسب قول ذا روك انه هو من فاز في في رويال رامبل بينما كان أعضاء الفرقة ال5 متواجدين لم يتمكنوا من الفوز، أقتنع بعدها باقي الفريق أن  فاروق  لا يصلح بأن يكون زعيما وقاموا جميع الفريق مع ذا روك وبمساعدة من ستيف أوستن لكن ذا روك فرض تدخل أوستن وقال هذه الخلافات تحلها الفرقة بمفردها ودمر بعدها فاروق وضربوه باقي الفريق وأصبح ذا روك القائد. وفي مهرجان over the edge خسر فاروق امام ذا روك وبعدها تحول إلى مصارع محبوب ونافس على حزام اللقب الأوروبي أمام جيف جاريت ولكن أنتهت المباراة بdq بعد تدخل عصابة ذا روك

### فريق APA مع برادشو 1999-2002
ومع بداية العام 1999 عاد فاروق للاتحاد من جديد بعد غيابه فترة بسيطة وانضم ليكون فريقا مع المصارع برادشو المعروف باسم "JBL" وفي مايو 1999 فازا بحزام التاج تيم ولكن سرعان ماخسراه لكين واكس باك واستمرت عدواة الفريقين حتى عاد مرة أخرى فريق APA للفوز بالحزام مة أخرى ولكن تنزالا للحزام لفريق هاردي بويز وفي رويال رامبل 2000 لعبا ضد فريق ديجنراشين اكس رود دوج وبيلي غن على مباراة المتاهل الأول لمقابلة ابطال الفرق ايدج وكريستيان لكن هزما بعدما رمى بيلي غن برادشو على الطاولة وفي العام 2001 تحولا إلى محبوبين من قبل لجماهير وعادا ليحققوا حزام الفرق للمرة الثالثة قدام قود فاذر وبول باشنان في راسلمانيا 17 واحتفظو بالحزام إلى اواخر العام ولكن عاد فريقي ايدج وكريستيان ليهزمو APA وينتزعو الاحزمة
وفي راسلمانيا X8 في مباراة اقصائية فشلا بتحقيق الفوز امام ذا هاردي بويز ودادلي بويز وتشاك بيلي حيث كانوا أول المغادرين بعدما استطاع فريق هاردي بويز تثبيت برادشو وغادروا المباراة

### الانفصال واللعب الفردي 2002
في حلقة راو 25 مارس 2002 انتقل فاروق لسماكدوان وبرادشو إلى راو حيث أصبح كلا المصارعين يتصارعان فرديا وفاز فاروق بحزام الهاردكور امام رايفن وفي مباراة رباعية تنازل عن الحزام لصالح بابا راي دادلي وفي ديسمبر 2002 غاب فاروق عن العروض المحلية وذلك لسبب عدم وجود سيناريو مناسب له

### العودة والاعتزال 2003-2004
عاد فاروق وبرادشو مرة أخرى لWWE في يوليو 2003 في مهرجان فينجنس واستطاعا هزيمة الكل في مباراة من نوع BAR MATCH ونافسا على حزام WWE للفرق امام ذا باشام براذر نو ميرسي ولم يستطيعو الفوز عليهم لثلاث مرات متتالية ونو واي اوت 2004 امام شيلتون بنجامين وتشارلي هاس خسرا مجددا واستمرت الهزائم المتتالية حتى مهرجان راسلمانيا XX 2004 ولم يستيطعو الفوز في مباراة FATAL 4 WAY TAG TEAM MATCH وعرض سماك التالي وضع مدير عرض سماكدوان بول هايمن شروط حيث إذا فازو على راكيشي وسكوتي تو هوتي سيستمران بالاتحاد وإذا خسرا سينتهي عقد واحد فيهم وفعلا خسرا المباراة امامهم وترك فاروق الاتحاد

### الظهور المتفرق 2006-الآن
عاد فاروق في أبريل 2006 مع عدة مصارعين قدامى ومهرجان سيريفاير سيريس لعب فاروق وريك فلير وداستي رودز وسارجت سلودر ورودي بايبر ضد فريق سبارتيك سكويد وفاز فاروق وفريقه بالمباراة. في راسلمينيا 29، تم تكريمه في قاعة مشاهير دبليو دبليو إي فصل 2012 من قبل صديقه، جون برادشو ليفيلد. لاحقا، عاد فاروق لرو وهزم هيث سلايتر. في يناير 2018، ظهر فاروق خلف الكواليس مع مصارعين قدامى آخرين.

## البطولات والإنجازات
■ اتحاد NWA
• حقق في NWA بطوله فلوريدا في الوزن الثقيل (مره واحده)
■ اتحاد MCW
• حقق في MCW بطوله الفرق الزوجيه (مره واحده)
■ اتحاد OVW
• حقق في OVW بطوله الفرق الزوجيه (مره واحده)
■ مجلة PIW
• صنفته مجلة PIW أنه أعظم مصارع إلهامي لعام (1992)
• صنفته مجلة PIW في المرتبة 91# من أفضل 100 فريق زوجي لعام (2003)
• صنفته مجلة PIW في المرتبة 108# من اقوى 500 مصارع لعام (2003)
■ اتحاد WCW
• حقق في WCW بطوله الفرق الزوجيه (مره واحده)
• حقق في WCW بطوله الوزن الثقيل (مره واحده)
• حقق في WCW بطوله العالم للفرق الزوجيه (مره واحده)
■ اتحاد WWE
• حقق في WWE بطوله الفرق الزوجيه (3 مرات)
• أضافته WWE إلى قاعه المشاهير

## روابط خارجية
- فاروق على موقع IMDb (الإنجليزية)
- فاروق على موقع ميوزك برينز (الإنجليزية)
- فاروق على موقع قاعدة بيانات الفيلم (الإنجليزية)
- فاروق على موقع JustSportsStats.com (الإنجليزية)
- فاروق على موقع كلية كرة القدم في سبورتس رفرنس.كوم (الإنجليزية)
- فاروق على موقع دبليو دبليو إي (الإنجليزية)
- فاروق على موقع WrestlingData.com (الإنجليزية)
- فاروق على موقع CageMatch worker (الإنجليزية)
- فاروق على موقع قاعدة بيانات المصارعة على الإنترنت (الإنجليزية)
- فاروق على موقع عالم المصارعة على الإنترنت (الإنجليزية)
- فاروق على موقع عالم المصارعة على الإنترنت (الإنجليزية)
- فاروق على موقع قاعة جورجيا للمشاهير الرياضية (مؤرشف) (الإنجليزية)